# Justine Musk
Justine Jennifer Musk, rozená Wilson (* 2. září 1972 Peterborough) je kanadská spisovatelka. Je první bývalou manželkou podnikatele Elona Muska.

## Životopis
Justine Wilson se narodila v Peterboroughu v kanadské provincii Ontario. Vystudovala Queen's University v Kingstonu, kde získala titul z anglické literatury. Poté se přestěhovala do Japonska, kde učila angličtinu, než se následně natrvalo usadila v Kalifornii. V roce 2000 se provdala za Elona Muska, který se v průběhu jejich manželství vypracoval na ředitele obchodní společnosti Tesla a zakladatele kosmické společnosti SpaceX. Jejich první syn Nevada se narodil v roce 2002. Zemřel, když mu bylo 10 měsíců v důsledku syndromu náhlého úmrtí kojence. V roce 2004 porodila po oplodnění in vitro dvojčata, syny Griffina a Xaviera. V roce 2006 porodila trojčata Damiana, Saxona a Kaie. Dne 13. září 2008 oznámila, že se s manželem rozvádí. Děti mají s manželem ve střídavé péči. Později napsala článek pro časopis Marie Claire s názvem „Byla jsem startovací manželka”, kde popsala proč si myslí, že jejich manželství bylo nezdravé, včetně toho jak ji Elon Musk zpochybňoval, odrazoval jí od její kariéry a přesvědčoval, aby si obarvila vlasy na blond. V roce 2010 tvrdila, že je „modelová bývalá manželka”, a že měla dobrý vztah s Elonovou druhou manželkou Talulah Riley. Také uvedla, že si ponechala příjmení Musk, kvůli svým dětem.
V roce 2022 společná dcera Justine a Elona Muskových oznámila, že je transgender, a své rodné jméno Xavier Alexander si změnila na Vivian Jenna Wilson. Příjmení Wilson si zvolila, protože už si dále nepřála být asociována s Muskem.

### Kariéra
Je autorkou moderní fantasy novely BloodAngel vydané v roce 2005 nakladatelstvím RocBooks z Penguin Books. V roce 2007 jí vyšla kniha Uninvited určená pro mladé čtenáře. Pokračováním BloodAngel byla kniha Lord of Bones vydaná v roce 2008. Musk byla jednou z prvních, kteří použili Pinterest k plánování románu. V rozhovoru z roku 2007 sdělila, že se dokáže ztotožnit s prací autorů Margaret Atwood, Joyce Carol Oates, Paula Therouxe, George R.R. Martina, Guye Gavriela Kaye a Neila Gaimana. Své knihy popsala jako mezižánrovou fikci.

## Knihy
- BloodAngel (2005, Roc imprint, Penguin Books ISBN 9780451460523)
- Uninvited (2007, Paw Prints ISBN 9781435223806)
- Lord of Bones (2008, Roc imprint, Penguin Books ISBN 9780451462206)

- I Need More You, povídka v souboru The Mammoth Book of Vampire Romance 2 (2009, Running Press, ISBN 9780762437962)
- Lost, povídka v souboru Kiss Me Deadly – 13 Tales of Paranormal Love (2010, Running Press, ISBN 9780762439492)
- Smalltown Canadian Girl, povídka v souboru The House that Made Me – Writers Reflect on the Places and People that Defined Them (2016, Spark Press, ISBN 9781940716312)